# Sven van der Meulen
Sven van der Meulen (Meppel, 25 mei 1996) is een Nederlandse journalist.
Hij is actief als  misdaadjournalist voor het tijdschrift Panorama en heeft zijn eigen misdaadserie voor de KRO-NCRV/NPO, Undercover Sven. Ook heeft hij een eigen YouTube-kanaal, Vrije Vogels. Met zijn items heeft Van der Meulen vaak het nieuws gehaald en gezorgd voor Kamervragen.